# Facultad de Medicina de la Universidad de Concepción
La Facultad de Medicina de la Universidad de Concepción es la segunda Facultad de Medicina creada en Chile y la primera creada fuera de la capital. 
Pertenece precisamente a la Universidad de Concepción, ubicada en Concepción, Chile.

## Historia
La facultad fue impulsada, entre otros, por el doctor angelino don Virginio Gómez, a inicios de la creación de la Universidad el 23 de marzo de 1917.
La Escuela de Medicina comienza a funcionar ocho años después, en abril de 1924, acompañado por un hospital clínico que se construiría tras el terremoto acaecido en 1939 en Chillán. Sus primeras clases se realizaron en la facultad de Ciencias de la Universidad.[cita requerida] El organizador del plan de estudios y primer académico de la carrera de Biología General fue el médico Ottmar Wilhelm, egresado en 1923 de la Universidad de Chile, y que ya había trabajado para el médico Juan Noé.
Formalmente se crea la Facultad de Medicina en el año 1926. Al año 2014 estaba conformada por once departamentos: Cirugía, Enfermería, Obstetricia y Ginecología, Obstetricia y Puericultura, Medicina Interna, Anatomía Normal y Medicina Legal, Psiquiatría y Salud Mental, Pediatría, Salud Pública, Educación Médica y Especialidades.
En el año 2015 se crea formalmente la Facultad de Enfermería, y se independiza administrativamente de la Facultad de Medicina.

##### Decanos[4]
- Edmundo Larenas
- Salvador Gálvez
- Alejandro Lipschutz (1927 - 1931)
- Alcibíades Santa Cruz (1931 - 1940)
- Enrique Solervicens (1941 - 1945), anatomista
- Ottmar Wilhelm (1945 - 1947)
- Fructuoso Biel Cascante
- Gunther Domke
- Abel Olmos Calcagni
- Elso Schiappacasse Ferretti
- Octavio Enríquez Lorca (1999 - 2008)
- Raúl González Ramos (2008 - 2020)
- Mario Valdivia Peralta (2020 - 2023), médico psiquiatra infantojuvenil
- Ana María Moraga Palacios (2023 - actualidad), médica epidemióloga

#### Jefaturas de carrera[5]
- María Fernanda Bello Marambio, medicina
- Pablo Espinoza Melgarejo, fonoaudiología
- Katherine De La Guarda Muller, kinesiología
- Marcela Cid Aguayo, carrera de obstetricia y puericultura
- Marta Marín Durán, tecnología médica